# Sonia Guimarães
Sonia Guimarães (São Paulo, 26 de junho de 1957) é uma física, pesquisadora e professora universitária brasileira.
Professora do Instituto Tecnológico de Aeronáutica (ITA), foi a primeira mulher negra brasileira doutora em Física e primeira mulher negra brasileira a lecionar no ITA, tendo ingressado em 1993, quando a instituição ainda não aceitava mulheres como estudantes. Em maio de 2023, Sonia recebeu a Medalha Santos Dumont de Honra ao Mérito como uma celebração dos seus 30 anos de atuação no ITA. Em novembro de 2023, foi eleita uma das 100 pessoas mais inovadoras da América Latina pela Bloomberg Línea. 

## Biografia
Guimarães nasceu em São Paulo, capital do Estado, em 1957, filha de pai tapeceiro e uma comerciante, dona de um buffet. Estudante de escola pública, era uma aluna bastante aplicada e uma das melhores da classe, com notas altas, especialmente em matemática. Na adolescência, trabalhava para poder pagar um cursinho e prestar vestibular para engenharia civil. Quando não conseguia pagar integralmente o valor do cursinho, sua mãe ajudava.
Um de seus professores, porém, a orientou a buscar os cursos menos concorridos, o que a levou a escolher a física. Quando já estava cursando Física na Universidade Federal de São Carlos, Guimarães chegou a prestar vestibular para engenharia, mas as aulas sobre materiais sólidos acabaram agradando a estudante, que permaneceu na Física. De 50 alunos em sua sala, apenas cinco eram mulheres. Guimarães foi a primeira pessoa da família a entrar para a faculdade.

## Carreira
Graduou-se com licenciatura plena em ciências em 1979 e de 1980 a 1983, fez mestrado em Física Aplicada pela Universidade Federal de São Carlos, com a dissertação Desenvolvimento da Técnica Elipsométrica para Caracterização Ótica de Filmes Finos. Em 1986 especializou-se em Química e Tecnologia dos Materiais e dos Componentes. Em 1986, após um breve período de pesquisa no Instituto LAMEL do CNR em Bologna, na Itália, ingressou no doutorado em materiais eletrônicos pelo Instituto de Ciência e Tecnologia, da Universidade de Manchester, na Inglaterra, trabalhando com microscopia eletrônica de varredura Especialista na área de semicondutores, Guimarães liderava em 2016 uma pesquisa nacional sobre o desenvolvimento de sensores de calor.
Em 1993, ingressou como docente do Instituto Tecnológico de Aeronáutica (ITA), sendo a primeira negra da instituição, que contava e ainda conta com um reduzido quadro de mulheres docentes. A instituição só passou a aceitar mulheres no vestibular nos anos 1990. Defensora da presença de mulheres na área de Exatas e no próprio ITA, as mulheres ainda são minoria na instituição. Dos 700 alunos que ingressaram no ITA entre 2013 e 2018, apenas 60 eram mulheres.
| “ | É uma instituição conservadora, masculina e branca. Mas aos poucos estamos ganhando espaço. Isso tudo era restrito e anos de exclusão são revertidos aos poucos. | ” |

Mantenedora da Faculdade Zumbi dos Palmares, Guimarães trabalha com projetos que envolvem estudantes de áreas carentes e marginalizadas e em projetos feministas, que visem à maior inclusão de mulheres e negros no ambiente acadêmico a fim de reduzir a disparidade racial e de gênero na pesquisa brasileira. Dados do Conselho Nacional de Desenvolvimento Científico e Tecnológico (CNPq) de 2015 apontam que apenas 12 mil mulheres estavam em pesquisa acadêmica nas áreas de tecnologia, engenharia e exata, contra quase 23 mil homens. Dados do mesmo ano apontam que as mulheres negras são apenas 26% das mulheres pesquisadoras do Brasil.
| “ | Eu sei dos números que eu represento e quero que outras mulheres olhem para mim e vejam que é possível. Eu combato todos os dias um cenário que contrasta de mim só por estar aqui, mas eu quero mais que isso. Precisamos entender que todos os ambientes são nossos e lutar uns pelos outros. | ” |

Em 2017 foi criado dentro do Instituto de Física da Universidade de São Paulo, o Coletivo Negro Sonia Guimarães, que visa ser um ambiente de acolhimento a estudantes negros da instituição.

## Ciência e racismo
Para uma mulher entrar no mundo da ciência, onde tem sua maioria homens brancos, já tem certa dificuldade, ainda mais se for uma mulher negra. A história de Sônia Guimarães teve muitos obstáculos. Estudou em escola estadual e sempre gostou de matemática, onde sofreu  com o racismo, isso à prejudicou no seu primeiro ano do ginásio, e uma professora de física disse à ela que jamais ia aprender física. Mesmo com esses fatores, ela passou em segundo lugar para o colegial. 
Passou no vestibular e foi estudar Física na Universidade Federal de São Carlos (UFSCar), em período integral. Durante a graduação teve uma bolsa de iniciação científica recusada porque a professora responsável pela pesquisa disse que ela nunca usaria Física na vida. Sônia disse em uma entrevista dada a MT ciências circuito itinerância ciência de mato grosso em 20 de novembro de 2019: “Eu queria tanto que ela visse o que eu ‘não fiz com Física’, porque realmente ela se negou a me dar a bolsa. Será que ela ficou sabendo do que aconteceu comigo depois? Eu mesma gostaria de ir lá e contar pra ela!”.
Ainda em relação as dificuldades encontradas no mercado de trabalho pelas mulheres negras, Sônia afirma: “elas têm que estudar, se especializar, se tornar altamente qualificadas, pois por serem negras, tudo será muito difícil, portanto, têm que ser as melhores. O investimento em formação pode incentivar a participação das mulheres em variados espaços de poder. Necessitamos de mais mulheres negras escolhendo, fazendo a seleção de pessoal. Não adianta ser a única. “Se formos muitas e em várias posições hierárquicas, isso vai melhorar”.
“A minha interseccionalidade é terrível, eu sou interseccional em tudo quanto é lugar, e não aceita de todos os lados. Um grupo fala ‘ah, mas ela não é preta o suficiente’, o outro grupo ‘ah, mas ela não é branca o suficiente, quer dizer, o que eu faço? Se eu me incomodar com tudo isso, eu enlouqueço”. Ela conta sobre o que é ser mulher num instituto tecnológico militar, onde majoritariamente a comunidade é masculina, branca e homofóbica, por mais que os preconceitos não sejam declarados da parte deles. Porém, como no ITA “não existe raça ou gênero”, Sônia sempre foi julgada como “incapaz”, afinal, é como ela diz: “Eles dizem que não sou inteligente o suficiente, porque se fizerem um comentário sobre eu ser mulher, posso processá-los. Se falarem que é porque sou negra, racismo é crime. Mas se o problema é eu ser burra, não dá pra fazer nada. A todo momento eu tenho que provar que sou o bastante”.
A professora conta que nunca imaginou que chegaria onde chegou. “Nunca houve um plano exato disso ou daquilo, se você percebeu as coisas foram acontecendo e eu nunca disse não”, afirma. Ela dá a dica para as mulheres que querem superar os obstáculos pelos quais passou: “Faça o melhor que você puder. Prove. Mostre. Estude sempre. Não dê chance para que a injustiça se engaje e fique presa em você. Esteja preparada. Se for necessário, processe. Para as pessoas saberem que você tem direitos!”

## Linhas de pesquisa
- Propriedade Eletróticas de Ligas Semicondutoras Crescidas Epitaxialmente
- Estruturas Eletrônicas e Propriedades Elétricas de Superfícies
- Química Teórica
- Estrutura de Camadas Epitaxiais
- Caracterização de Detectores de Radiação Infravermelha
- Tratamento Químico de Superfícies